# Mimasyngenes icuapara
Mimasyngenes icuapara är en skalbaggsart som beskrevs av Maria Helena M. Galileo och Martins 1996. Mimasyngenes icuapara ingår i släktet Mimasyngenes och familjen långhorningar. Inga underarter finns listade i Catalogue of Life.